# ستیلا (جورجیا)
ستیلا (به انگلیسی: Satilla) یک منطقهٔ مسکونی در ایالات متحده آمریکا است که در جورجیا واقع شده‌است. ستیلا ۴۲۱ نفر جمعیت دارد و ۷۰٫۱ متر بالاتر از سطح دریا واقع شده‌است.